# 柯裕棻
柯裕棻（1968年9月8日—），台灣台東縣人，原籍台灣彰化，台灣作家，大學教授。
輔仁大學大眾傳播系學士，美國威斯康辛大學麥迪遜分校傳播藝術博士。現為國立政治大學傳播學院新聞學系副教授，文化研究學會理事；研究專長為媒介批評、文化研究、後殖民論述、臺灣電視研究。

## 創作風格
筆風一貫清麗淡雅、乾淨節制。對於處理記憶有相當細膩的書寫能力，喜愛虛構，曾於書序中寫下「常聽說因為世上多的是謊言，誠實因而更可貴。但真實的價值難道由謊言的多寡來衡量嗎？若此，謊言豈非真實的貨幣？若此甚好，讓我虛構一整個世界來棄置這個代換式。」且不諱言喜愛虛構，更曾於書自序中寫下「我寫散文喜歡虛構，我總是真真假假地寫，只有情緒是真實的，為了寫那情緒，乾坤挪移也無妨。」此外，有時對於詞理精確非常注重；有時則憑直覺寫作，喜歡以達到意在言外的方法敘事，認為掌握文氣很重要。

## 作品

### 散文
- 《青春無法歸類》（大塊文化出版社，2003）
- 《恍惚的慢板》（大塊文化出版社，2004）
- 《甜美的剎那》（大塊文化出版社，2007）
- 《浮生草》（印刻出版社，2012）
- 《洪荒三疊》（印刻出版社，2013）

### 小說
- 《冰箱》（聯合文學出版社，2005）

### 評論
- 《批判的連結》（唐山出版社，2006）

### 歌詞
- 《遇見了你》（陳奕迅《U87》，2005）